# Torregöl (Kråksmåla socken, Småland)
Torregöl är en sjö i Nybro kommun i Småland och ingår i Alsteråns huvudavrinningsområde.